# Arachis burkartii
Arachis burkartii es una especie de planta floral del género Arachis, categorizada en la tribu Dalbergieae, de la subfamilia Faboideae.

## Distribución
Especie nativa de América del Sur: Brasil, Argentina y Uruguay. Crece en el bioma subtropical.

## Taxonomía
Fue descrita por Handro y publicada en Arq. Bot. Estado São Paulo, n.s., f.m., 3: 177 (1958).